# Ceratolepis hamata
Ceratolepis hamata is een kreeftachtigensoort uit de familie van de Lophogastridae. De wetenschappelijke naam van de soort is voor het eerst geldig gepubliceerd in 1883 door G.O. Sars.